# باولو سيلفا
باولو سيلفا (24 مايو 1966 بالبرازيل - ) هو مدرب كرة قدم ولاعب كرة قدم برازيلي في مركز حراسة المرمى. لعب مع نادي كروزيرو وSC Toronto ‏ وDemocrata Futebol Clube ‏ وBrampton Stallions ‏ وNorth York Astros ‏.

## وصلات خارجية
- باولو سيلفا على موقع قاعدة بيانات كرة القدم.إي يو (الإنجليزية)